# 我的未來是戀愛與課金。 ～Charge To The Future～
《我的未來是戀愛與課金。 ～Charge To The Future～》是CUFFS公司的旗下品牌Sonora在2019年2月22日發售的戀愛冒險類型成人遊戲。

## 故事
有馬恭也在朋友北見莉央和鳴瀬拓人的推薦下開始玩App社群網路遊戲「CUFFS Story's」並且加入他們兩人成立的公會，不久之後又有4位新遊戲同伴也加入這個公會。後來公會的成員們決定舉辦一場網聚，但是恭也到了約定地點後才發現那4位遊戲同伴剛好全部都是自己認識的女性朋友。

## 角色
有馬恭也
生日：8月1日，血型：A型，身高：180cm
本作的男主角。二年級學生，遊戲暱稱。放學後在便利商店打工，用打工的錢買到了智能手機。身為一名為兼職打工努力的學生而成為無課金玩家，但經常在課金的誘惑面前動搖。
綿谷梓
生日：12月13日，血型：A型，身高：165cm，三圍：88（F）/59/87
恭也的同學。遊戲暱稱「軟玉」（ネフライト）。在師生眼中的優秀學生，為了保持形像因此都是暗中獨自玩遊戲。
朝森美月
生日：5月11日，血型：AB型，身高：158cm，三圍：80（D）/56/82
恭也的學妹。現任偶像聲優，遊戲暱稱「MEI」。擔任CUFFS Story's的虛擬偶像美美（ミミ）配音。
間原汐里
生日：10月10日，血型：A型，身高：168cm，三圍：88（F）/57/88
恭也的打工同事，目前是大學生，遊戲暱稱。後來在恭也的班級任職實習老師。
西園寺菜菜
生日：9月4日，血型：O型，身高：156cm，三圍：92（G）/58/86
梓的親友。二年級學生。重度課金的有錢大小姐，遊戲暱稱。
北見莉央（聲優：小鳥居夕花）
生日：3月6日，血型：B型，身高：161cm，三圍：84（D）/55/83
恭也的同學和朋友。遊戲暱稱。經營同人社團「KIJ」（Kawaii Is Justice，可愛是正義）的知名畫師。

## 主題歌
片頭曲「LINK」
作曲、編曲：chokix，作詞、主唱：Duca
片尾曲「side by side」
作曲、編曲：ANZIE，作詞、主唱：Duca

## 外部連結
- 官方網站 （页面存档备份，存于）（日語）